# استفانی (خواننده)
استفانی توروسیان (ارمنی: Ստեֆանի Թոփալյան; انگلیسی: Stephanie Topalian) با نام هنری استفانی (انگلیسی: Stephanie؛ زادهٔ ۵ اوت ۱۹۸۷) یک هنرپیشه و خواننده اهل ایالات متحده آمریکا است. وی در فوریه ۲۰۱۵ اعلام نمود که به عنوان عضوی از گروه موسیقی جنلوجی، ارمنستان و جماعت ارمنیان پراکنده را در مسابقه آواز یوروویژن ۲۰۱۵ نمایندگی می‌کند.
وی در شهر لس آنجلس، ایالت کالیفرنیا از پدری ارمنی و مادری ژاپنی به دنیا آمد. وی در توکیو، ژاپن زندگی می‌کند.
وی در تاریخ ۲۸ آوریل ۲۰۱۵ پس از دادن گذرنامه ارمنستان همراه افراد خارجی دارای شجره‌نامه ارمنی توسط رئیس‌جمهور سرژ سرکیسیان، استفانی نیز شهروند ارمنستان شد. او خوانندگی را از جوانی شروع کرد. در ۱۳ سالگی به همراه خانواده اش به ژاپن نقل مکان کرد. در ۱۴ سالگی، استفانی یک نوار صوتی از آواز خواندن خود را برای تولیدات مختلف موسیقی فرستاد، و پاسخی از یک تهیه‌کننده موسیقی ژاپنی جو رینوی دریافت کرد. رینوئی تحت تأثیر آواز خواندن خود قرار گرفت و در سن ۱۹ سالگی استفانی اولین کار اصلی خود را در ژاپن از SME Records (سونی) انجام داد.[نیازمند منبع] او در سال ۲۰۰۷ جایزه بهترین هنرمند جدید را در چهل و نهمین دوره جوایز رکورد ژاپن به دست آورد و پس از آن دو آلبوم منتشر کرد.[نیازمند منبع] اولین تک آهنگ او "Kimiga Iru Kagiri" و تک آهنگ بعدی "Because of You" به تم پایانی انیمه Kiss Dum تبدیل شدند. انیمه D.Gray-man. در اوایل سال ۲۰۰۸، تک آهنگ او "Friends" به دومین تم پایانی انیمه Gundam 00 تبدیل شد. این آهنگ در ۱۰ نمودار برتر ژاپنی Oricon ظاهر شد.[نیازمند منبع] به عنوان بازیگر، استفانی در سال ۲۰۰۹ در فیلم غرور، بر اساس کمیک شوجو یوکاری ایچیجو، دبیو کرد. . علاوه بر غرور، استفانی همچنین در سال ۲۰۰۹ در فیلم کوتاه It's All Good بازی کرد که به‌طور کامل به زبان انگلیسی نوشته شده بود. او در سال ۲۰۱۴ برای بازی در قبیله توکیو و یک فیلم کوتاه انتخاب شد.